# Jean-Marie Cuoq
Jean-Marie Cuoq (ur. 21 września 1968) – francuski kierowca rajdowy. Ma za sobą starty w Mistrzostwach Świata.
W 2008 roku Cuoq zadebiutował w Rajdowych Mistrzostwach Świata. Pilotowany przez Davida Marty'ego i jadący Peugeotem 307 WRC zajął wówczas 9. miejsce w Rajdzie Monte Carlo. W 2008 roku zaliczył swój drugi start w Mistrzostwach Świata. Jadąc Peugeotem 307 WRC zajął 7. miejsce w klasyfikacji generalnej Rajdu Monte Carlo i zdobył pierwsze 2 punkty w karierze w Mistrzostwach Świata. W 2010 roku nie ukończył swojego trzeciego rajdu MŚ w karierze - Rajdu Portugalii.
Swój debiut rajdowy Cuoq zaliczył w 1994 roku w wieku 24 lat. W 1998 roku zdobył Rajdowy Puchar Francji, a w 2003 roku wygrał go ponownie. W tym samym roku zwyciężył w mistrzostwach Francji samochodów 2-litrowych. Z kolei w 2007 roku został mistrzem kraju w rajdach asfaltowych. W swojej karierze trzykrotnie wywalczył tytuł mistrza Francji w rajdach szutrowych - w latach 2005, 2006 i 2007.

## Występy w mistrzostwach świata
| Sezon | Zespół          | Samochód        | 1       | 2       | 3        | 4         | 5             | 6         | 7        | 8         | 9         | 10      | 11            | 12        | 13              | 14      | 15              | 16              | Punkty | Miejsce |
| ----- | --------------- | --------------- | ------- | ------- | -------- | --------- | ------------- | --------- | -------- | --------- | --------- | ------- | ------------- | --------- | --------------- | ------- | --------------- | --------------- | ------ | ------- |
| 2007  | Jean-Marie Cuoq | Peugeot 307 WRC | 9       | Szwecja | Norwegia | Meksyk    | Portugalia    | Argentyna | Włochy   | Grecja    | Finlandia | Niemcy  | Nowa Zelandia | Hiszpania | Francja         | Japonia | Irlandia        | Wielka Brytania | 0      | -       |
| 2008  | Jean-Marie Cuoq | Peugeot 307 WRC | 7       | Szwecja | Meksyk   | Argentyna | Jordania      | Włochy    | Grecja   | Turcja    | Finlandia | Niemcy  | Nowa Zelandia | Hiszpania | Francja         | Japonia | Wielka Brytania |                 | 2      | 17.     |
| 2010  | Jean-Marie Cuoq | Peugeot 307 WRC | Szwecja | Meksyk  | Jordania | Turcja    | Nowa Zelandia | NU        | Bułgaria | Finlandia | Niemcy    | Japonia | Francja       | Hiszpania | Wielka Brytania |         |                 |                 | 0      | -       |